# Черненков, Борис Николаевич
Борис Николаевич Черненков (8 апреля 1883, Симбирск — 1942, Одесса) — эсер, министр земледелия Уфимской директории, делегат Всероссийского Учредительного собрания.

## Биография
Борис Черненков родился 8 апреля 1883 в Симбирске в семье дворянина Николая Черненкова. В 1902 году Борис окончил Саратовскую гимназию и поступил в Императорский Московский университет, из которого был исключен в 1905, но снова принят в 1906 году.
Борис Николаевич начал работать публицистом и статистиком в Москве. Вступил в Партию социалистов-революционеров (ПСР) в 1903 году, став членом Московского комитета ПСР. В 1905 году он был выслан по решению суда в Архангельскую губернию за участие в организации покушения на генерала Трепова; позже получил амнистию.
Борис Черненков переехал в Саратов, где 1 февраля 1906 года был вновь арестован на квартире дворянки Людмилы Абловой, снова выслан в Архангельскую губернию (с заменой на выезд за границу). В 1910 году он состоял под надзором полиции.
До июня 1917 года Черненков жил в Москве и служил в Земгоре в качестве статистика. С июня до ноября он жил в Саратове, работал в Губернском земельном комитете (Губземкомитете). В ноябре 1917 года он был выбран членом Учредительного Собрания по Саратовскому избирательному округу от эсеров и Совета крестьянских депутатов (список № 12): переехал в Петроград и был включен в земельную комиссию Собрания. 5 января 1918 года Борис Николаевич стал участников знаменитого заседания-разгона Собрания.
С января 1918 года Черненков жил в Москве, работал в отделе переписки и статистики ВСНХ. В августе 1918 года он выехал в Уфу на съезд Учредительного Собрания (Государственное совещание). Там он был назначен министром земледелия Уфимской директории. В январе 1919 года Черненков вернулся в Москву в качестве члена уфимской делегации для переговоров с центральной советской властью о прекращении эсерами борьбы против неё. Борис Черненков был участником VII-го Совета ПСР в мае 1918 года, где представил доклад «Практическое проведение социализации земли». В 1919 году он вошёл в руководящую «восьмёрку» группы «Народ» (с К. С. Буревым, В. К. Вольским, И. С. Дашевским, Н. И. Ракитниковым, Н. В. Святицким, Л. А. Либерманом и И. Н. Смирновым), склонявшуюся к сотрудничеству с большевиками.
В 1918-19 годах Черненков жил в Москве, работал в статистическом отделе Высшего Совета Народного хозяйства, а также библиотекарем Наркомпрода и в газете «Дело народа» (заведующим отделом «Крестьянская жизнь»). Был арестован 30 августа 1919 года Московским ЧК как сотрудник газеты. Вновь арестован в 1922 году, находился в заключении в Бутырской тюрьме. В дальнейшем его следы теряются.

## Произведения
- Статьи: «Вопросы аграрной политики на 4 конференции московских С.-Р.», «К аграрной программе», «Земельный вопрос в первый год революции».[4]
- Черненков, Б.Н. Проект основного земельного закона и его объяснение: (Социализация земли) / Борис Черненков. - Тифлис : Центральное Кавказское изд. "Трудовой Кавказ", 1917 (Тип. "Слово"). - 30 с. ; 22см. - (Партия социалистов-революционеров; N32)[5][6].